# Justicia harleyi
Justicia harleyi är en akantusväxtart som beskrevs av D.C. Wasshausen. Justicia harleyi ingår i släktet Justicia och familjen akantusväxter. Inga underarter finns listade i Catalogue of Life.